# دی کلب (میسیسیپی)
دی کلب (به انگلیسی: De Kalb) شهرکی در ایالت میسیسیپی کشور ایالات متحده آمریکا است که جمعیت آن در سرشماری سال ۲۰۱۰ میلادی، ۱٬۱۶۴
نفر بوده‌است.